# Гітов

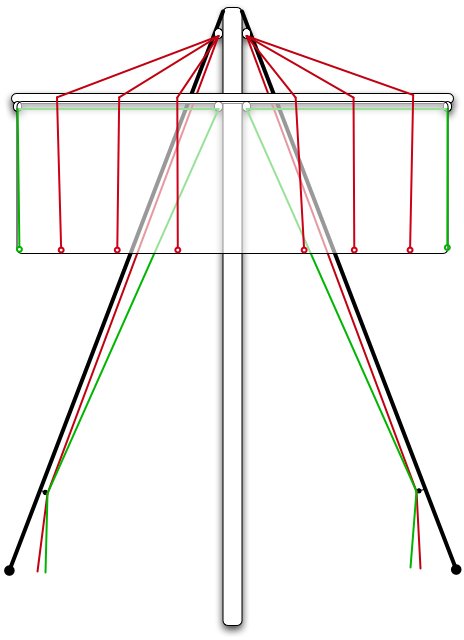
Гітови прямого вітрила (позначені зеленим) і бик-гордені (позначені червоним)

Гі́тов (від нід. geitouw) — снасть рухомого такелажу, за допомогою якої підтягують шкотові кути прямих вітрил під середину рей і шкаторини косих вітрил до гафеля і щогли. У кожному шкотовому куті прямого вітрила передбачений свій гітов. Його корінний кінець кріплять на реї недалеко від щогли, ведуть до блока в шкотовому куті вітрила, потім знову до реї. Після цього гітов проводять через гітов-блок, розташований поблизу місця кріплення корінних кінців, і через блок, закріплений на вантах, вниз, де кріплять на качці або нагельній планці біля п'яртнерса щогли.
На косих вітрилах (гафельних) гітов також називається трисель-гітовом, ним підтягують задню шкаторину до гафеля або до щогли. Гітов, що підтягує шкаторину до гафеля, називається верхнім гітовом, а до щогли — нижнім. Корінний гітов кріплять посередині задньої шкаторини і проводять через блок під п'ятою гафеля.
Прибирання вітрил за допомогою гітовів називається «взяти на гітови». Після взяття на гітови вибирають гордені. Прямі вітрила після вибирання гітовів і горденів прив'язуються до рей сезнями — короткими плетеними тросами з клевантом на одному кінці і з вічком на другому.
До назви гітовів додається найменування вітрила, яке вони обслуговують, наприклад: фор-марса-гітов, грот-брам-гітов, бізань-гітов.
При спорядженні даної снасті такелажу використовується гітов-блок (глухий блок) — спеціальний блок із закритим шківом, конструкція якого виключає потрапляння парусини між шківом і гітовом під час прибирання вітрила.
Від гітова слід відрізняти бик- і нок-гордені (снасті для підтягання до реї нижньої і бокових шкаторин).

## Галерея

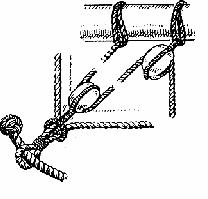
Кріплення гітова до шкотового кута
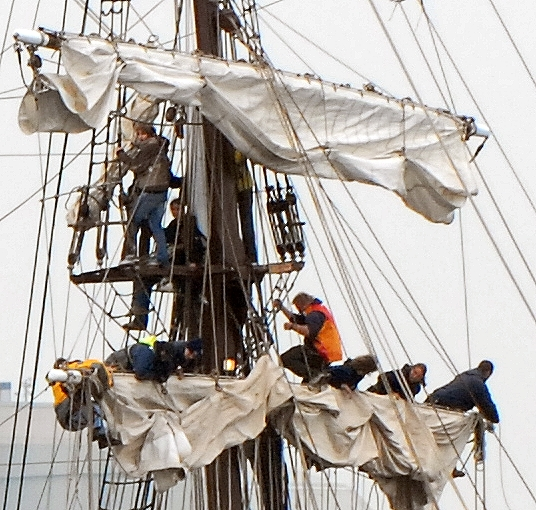
Взяття на гітови прямих вітрил
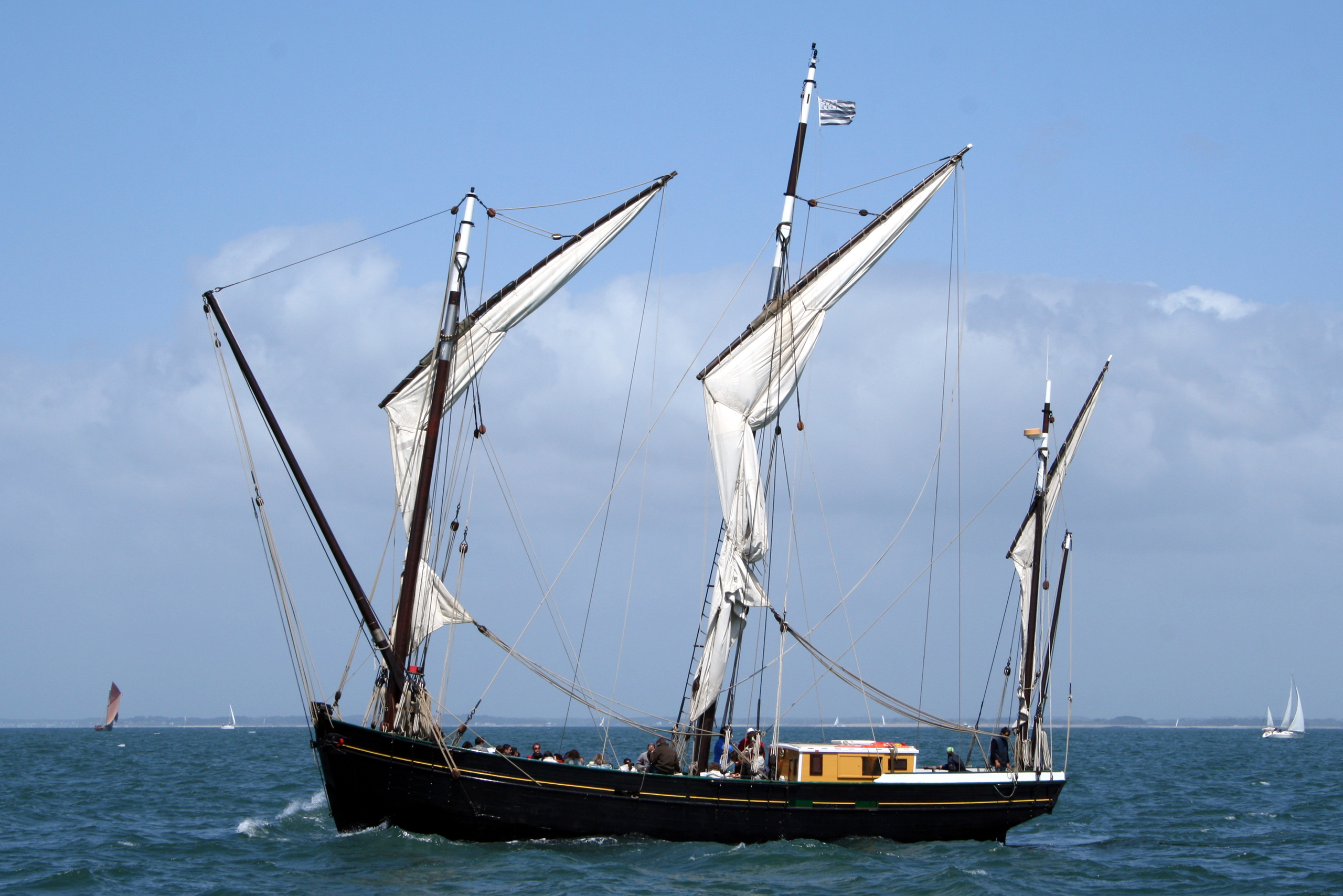
Взяття на гітови гафельних вітрил